# 최준용 (배우)
최준용(崔準容, 1966년 3월 7일 ~ )은 대한민국의 배우이다.

## 학력
- 서라벌고등학교 졸업
- 동국대학교 연극영화학과 학사

## 생애
1977년 서울어린이합창단 단원으로 첫 데뷔하였으며, 1986년 뮤지컬 배우 데뷔하였고 1990년 연극배우 데뷔하였으며 1992년 SBS 2기 공채 탤런트로 정식 데뷔하였는데 이에 앞서 군대(국방부) 제대 후 1991년 MBC 20기, KBS 14기 공채 탤런트 시험에 도전했지만 연달아 고배를 마셨다.
불교 신자 여성과 결혼하였으나 득남 후 이혼하였고, 이후 2019년 재혼하였다.
연극배우 활약 초중기 시절이던 1990년대 중반에 연극 활동을 같이 한 배우로는 윤다훈, 김동석, 정은표, 김병춘, 엄효섭, 성동일, 윤용현, 남성진, 조승연 등이 있다.

## 드라마 출연작

### SBS
- 1992년 SBS 소설극장 《해빙기의 아침》
- 1992년 SBS 아침연속극 《가을 여자》
- 1992년 SBS 월화드라마 《재회》 ... 경수 역
- 1993년 SBS 청소년드라마 《열정시대》
- 1993년 SBS 소설극장 《관촌수필》
- 1993년 SBS 일일시트콤 《오박사네 사람들》
- 1993년 SBS 아침연속극 《사랑의 조건》 ... 심성일 역
- 1993년 SBS 일일시트콤 《오경장》
- 1994년 SBS 월화드라마 《세 남자 세 여자》
- 1994년 SBS 주말극장 《사랑의 향기》 ... 현욱 역
- 1994년 SBS 월화드라마 《도깨비가 간다》
- 1994년 SBS 드라마스페셜 《사랑은 없다》
- 1995년 SBS 드라마스페셜 《째즈》 ... 필교 역
- 1995년 SBS 납량특집드라마 《냉동인간》
- 1996년 SBS 드라마스페셜 《남자 대탐험》 ... 진만두 역
- 1996년 SBS 일일시트콤 《아빠는 시장님》 ... 치과의사 역
- 1997년 SBS 월화드라마 《여자》
- 1997년 SBS 주말특집극 《아름다운 그녀》
- 1997년 SBS 일일드라마 《지평선 너머》
- 1998년 SBS 아침연속극 《겨울 지나고 봄》
- 1998년 SBS 주말극장 《사랑해 사랑해》
- 1998년 SBS 일일드라마 《7인의 신부》
- 1998년 SBS 일요드라마 《파트너》
- 1999년 SBS 아침연속극 《지금은 사랑할 때》
- 1999년 SBS 주말극장 《젊은 태양》
- 1999년 SBS 아침연속극 《그녀의 선택》
- 1999년 SBS 드라마스페셜 《퀸》
- 2000년 SBS 월화드라마 《사랑의 전설》
- 2000년 SBS 드라마스페셜 《줄리엣의 남자》 ... M&A전문변호사 프랜시스 오(오달평) 역
- 2000년 SBS 드라마스페셜 《경찰특공대》 ... 경찰청 사이버수사대 소속 최기철 형사 역(금융 전산 시스템 전문 요원)
- 2000년 SBS 시츄에이션드라마 《메디컬 센터》 ... 일반외과 치프 레지던트 강석구 역
- 2000년 SBS 드라마스페셜 《여자만세》
- 2002년 SBS 드라마스페셜 《지금은 연애중》 ... 나진성 역
- 2002년 SBS 대하드라마 《야인시대》 ... 임화수 역
- 2002년 SBS 특별기획 《라이벌》 ... 봉광두 역
- 2002년 SBS 드라마스페셜 《정》 ... 정남 역
- 2003년 SBS 대기획 《올인》 ... 박태준 역
- 2003년 SBS 주말극장 《백수탈출》 ... 김은동 역
- 2005년 SBS 아침연속극 《여왕의 조건》 ... 남상국 역
- 2005년 SBS 드라마스페셜 《사랑은 기적이 필요해》 ... 오영필 역
- 2006년 SBS 특별기획 《사랑과 야망》 ... 고동철 역
- 2006년 SBS 특별기획 《게임의 여왕》 ... 김필서 역
- 2007년 SBS 금요드라마 《8월에 내리는 눈》 ... 나왕배 역
- 2008년 SBS 일일드라마 《아내의 유혹》 ... 구강재 역
- 2010년 SBS 일일드라마 《호박꽃 순정》 ... 양광운 역
- 2012년 SBS 월화드라마 《추적자 THE CHASER》 ... 윤창민 역
- 2018년 SBS 특별기획 《착한마녀전》 ... 공현준 역

### KBS
- 2000년 KBS 1TV TV소설 《민들레》
- 2001년 KBS 2TV 일일드라마 《결혼합시다》 ... 최준영 역
- 2003년 KBS 2TV 아침드라마 《아름다운 유혹》 ... 박기태 역
- 2003년 KBS 1TV 대하드라마 《불멸의 이순신》 ... 이운룡 역
- 2006년 KBS 2TV 단막극 《드라마시티 - 이제 더 이상 처용은 춤추지 않는다》 ... 조상훈 역
- 2007년 KBS 2TV 단막극 《드라마시티 - 설운두의 거짓말》 ... 설운두 역
- 2009년 KBS 2TV 대하드라마 《천추태후》 ... 이현운 역
- 2011년 KBS 1TV 전원드라마 《산 너머 남촌에는 2》 ... 최인욱 역
- 2013년 KBS 2TV 단막극 《KBS 드라마 스페셜 - 세 여자 가출소동》 ... 윤철 역
- 2014년 KBS 2TV 단막극 《KBS 드라마 스페셜 - 아비》 ... 박태만 역
- 2015년 KBS 2TV TV소설 《저 하늘에 태양이》 ... 이형옥 역
- MBC
- 1998년 MBC 아침드라마 《맏이》
- 1998년 MBC 특별기획 메디컬드라마 《해바라기》 ... 정형외과 치프 역
- 2000년 MBC 아침드라마 《느낌이 좋아》 ... 차명구 역
- 2000년 MBC 미니시리즈 《이브의 모든 것》 ... 배인수 역
- 2000년 MBC 베스트극장 《누가 그들에게 킬러를 보냈는가》
- 2000년 MBC 국군의날특집극 《에어포스》 ... 공군파일럿 맹수창 대위 역
- 2001년 MBC 주간드라마 《우리집》 ... 조상룡 역
- 2002년 MBC 설날특집극 《가화만사성》
- 2005년 MBC 미니시리즈 《원더풀 라이프》 ... 한승필 역
- 2006년 MBC 베스트극장 《국물 있습니다》 ... 강태식 역
- 2008년 MBC 주말연속극 《천하일색 박정금》 ... 천달식 역
- 2008년 OCN TV영화 《에로배우 살인사건》 ... 송 감독 역
- 2011년 GTV TV영화 《우리가 연애를 못하는 이유》 ... 준석 역
- 2016년 JTBC 금토드라마 《솔로몬의 위증》 ... 최무성(최사장)역

### 특별 출연
- 2009년 : SBS 월화드라마 《천사의 유혹》 ... 양평별장의 이웃주민 역
- 2010년 : SBS 드라마스페셜 《산부인과》 ... 이상식의 형 역
- 2013년 : tvN 일일드라마 《미친 사랑》 ... 서경민 역
- 2014년 : MBC 월화드라마 《오만과 편견》 ... 오택균 역
- 2015년 : SBS 드라마스페셜 《용팔이》 ... 태현 부 역

### 영화 출연
- 1996년 : 《어른들은 청어를 굽는다》 ... 선생님 역
- 2003년 : 《조폭 마누라2 - 돌아온 전설》 ... 준만 역
- 2004년 : 《DMZ, 비무장지대》 ... 수색 중대장 역
- 2004년 : 《맹부삼천지교》 ... 철봉 역
- 2004년 : 《투 가이즈》 ... 양복 역
- 2013년 : 《데드 엔드》 ... 박정배 역
- 2017년 : 《덫》
- 2018년 : 《해피 투게더》 ... 만석 역

### 연극 출연
- 1990년 : 《햄릿》 ... 오즈리크 역(단역)
- 2004년 : 《사스 가족》

### 뮤지컬 출연
- 1991년 : 《아가씨와 건달들》 ... 빅 줄 역(남자 조연)
- 2000년 : 《포기와 베스》 ... 넬슨 역(단역)
- 2002년 : 《홍가와라》

## 연기 외 활동
- 2009년 : SBS 《스타주니어쇼 붕어빵》
- 2015년 : SBS 《웃음을 찾는 사람들》 94회 <배우는 배우다> 특별출연

## 유행어
- 2003년 : SBS 《야인시대》임화수: 뭐라고 ~ / 야 눈물!!!

## 수상
- 2009년 : SBS 연기대상 연속극부문 남자 조연상

## 가족 관계
- 아버지 : 최상국 (1938년 1월 1일 ~ 2020년 9월 2일)
- 어머니 : 한신봉 (1940년 6월 7일 ~ 생존)
- 배우자(계배) : 한아름 (1981년 ~ 생존)
- 아들 : 최현우 (2002년 ~ 생존)